# 毓秀路街道
毓秀路街道是中华人民共和国贵州省貴陽市云岩区下辖的一个街道办事处。

## 行政区划
毓秀路街道下辖以下村级行政区划单位：
嘉禾路社区、交易路社区、城基路社区、下合群社区、团结巷社区、黔灵西路社区、岳英街社区、龙井路社区、公园路社区、飞山街社区、环兴社区、吉新社区、合群社区、永乐社区、毓秀社区、北横社区、六广门社区。